# Aphthona biokovensis
Aphthona biokovensis es un coleóptero de la familia Chrysomelidae. Fue descrita en 1907 por Penecke.